# ضرما
ضرما أو ضرماء هي مدينة سعودية والمركز الإداري لمحافظة ضرما التابعة لمنطقة الرياض.

## سكان مدينة ضرماء
في عام 1917م كان عدد سكانها قاربة الـ 6,000 نسمة وفقاً لما ذكرة جون فيلبي بكتابه (قلب الجزيرة العربية)، وبإحصائية التعداد السكاني لعام 1431هـ كان عدد سكانها 24429 نسمة وعدد المساكن 7240 ويشكلون نسبة 0.47% من عدد سكان منطقة الرياض.

## وصلات خارجية
- الموقع الرسمي لمحافظة ضرما